# 2010年ラダック豪雨
2010年ラダック豪雨（2010ねんらだっくごうう）は、2010年8月6日にインド最北端のラダック連邦直轄領の広範囲で発生した豪雨災害である。この災害によって、この地域の主要都市であるレーを筆頭とする71の町と村が鉄砲水や土砂崩れ等の被害を受け、報じられるところによると少なくとも外国人観光客6人を含む255人が死亡した。また、一時は200人程度が行方不明となり、建物やインフラが壊滅的な被害を受けたために数千人が住居を失った。全体として、9000人程度がこの災害の直接的影響を受けることとなった。  

## 背景
レーは、ラダック連邦直轄領最大の都市であり、標高約3,500メートルの高原に位置する。例年の降雨量は非常に少なく、年間100ミリメートル程度である。また、この地域は「高地の寒冷砂漠」と評され、豪雨は稀であった。レーにおける8月の平均降雨量は15.4ミリメートルで、月内の24時間雨量の最高記録は1933年8月22日に観測された51.3ミリメートルであった。 
良好な自然環境は観光資源になっており、特に8月は、数千人の観光客が西方からやってくる書き入れ時となっている。レーには、年間約60,000人の外国人観光客と150,000人の国内観光客がやってきている。 

## 洪水と被害

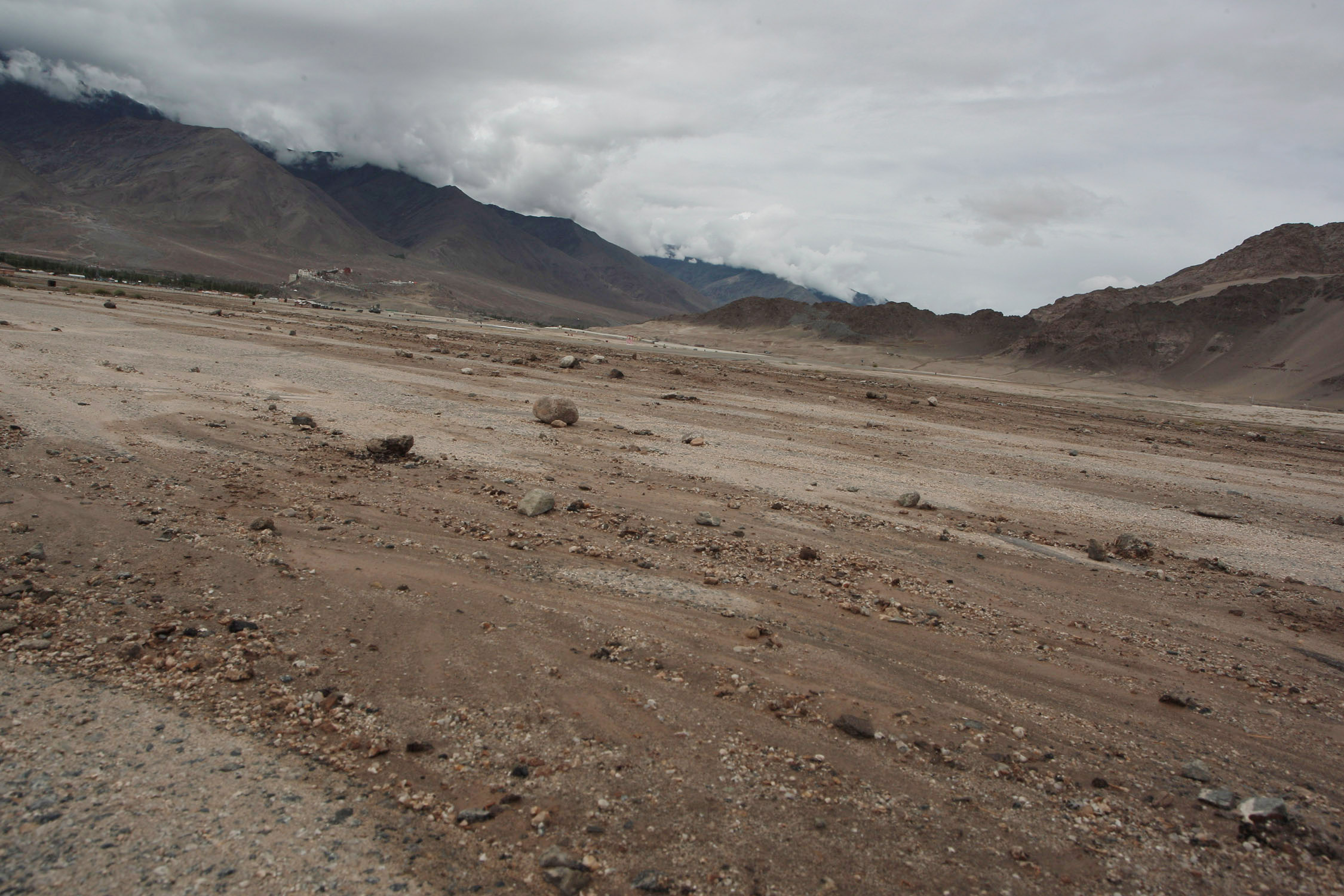
豪雨に見舞われた後のレー飛行場の状態。滑走路やその他飛行場の運営に必要な箇所についてはすでに片付けられている。

大雨は、2010年8月6日午前0時 (IST) の真夜中に30分程度降った。この雨は局所的なもので、インダス川と平行な長さ6キロメートル・幅数キロメートルの範囲に集中した。この中にはレーやその他複数の集落が含まれていた。この地域では、わずか30分に75ミリメートル程度と見積もられる雨が降った。これは、この地域の一年間の雨量にも匹敵する量であった。さらに局所的に250ミリメートルにもなる雨も降ったとされる。 
一方で、この範囲外ではそれほど雨は降らなかった。レー飛行場の観測所では、この夜の総雨量はわずか12.8ミリメートルしか観測しなかった。 
雨は夜に降ったことから、住民や観光客らは驚きを隠せなかった。レーでは、病院、バスターミナル、ラジオの送信所、電話交換機、携帯電話の電波塔など、多くの建物が破壊された。バーラト・サンチャール・ニガム社の通信網は完全に破壊されたが、インド軍の復旧活動によって復旧した。バス乗り場も壊滅的な被害を受け、1.5キロメートル以上泥で押し流されたバス車体もあった。レー飛行場にも損傷が見られたが、翌日から救援飛行が行えるようにするため、速やかに修復された。町郊外にあるチョグラムサル村は特にひどい被害を受けた。 
近隣の谷でも壊滅的な被害が発生し、多数の死傷者を出してしまった。この地域は降水帯の真下にあり、多数の小さな村が点在していた。ただし、災害の種類はレーであったような洪水とは異なり、岸壁からの土石流であった。特にひどい被害が出た村として、Sobu, Phyang, Nimu, Nyeh, Basgoがあり、合わせて71村1500棟の家屋が被害を受けたとされる。 
レー町内に滞在していた1000人の外国人を含む、3000人程度の観光客全員が無事であった、と地元当局は発表した。一方、報じられるところによれば、町外で6人の外国人観光客が死亡した。また、行政文書によると、少なくとも255人の地元住民が死亡し、さらに29人が行方不明になっている。実際の犠牲者は、かなり高くなる可能性が指摘されており、600人以上ではないかとも言われている。 